# 约尔达尼斯·博雷罗
约尔达尼斯·博雷罗（西班牙語：Yordanis Borrero，1978年1月3日—），古巴男子举重运动员。他曾代表古巴参加2008年夏季奥林匹克运动会举重比赛，递补获得男子69公斤级铜牌。